# Eksplozja na kempingu Los Alfaques w Alcanar
Eksplozja na kempingu Los Alfaques w Alcanar – katastrofa drogowa z udziałem samochodu cysterny, która wydarzyła się 11 lipca 1978 roku w Alcanar w Hiszpanii. W bezpośrednim sąsiedztwie kempingu Los Alfaques, na którym przebywało w tym czasie ponad 1000 turystów, ciągnik siodłowy z cysterną wypełnioną 23 tonami ciekłego propylenu uległ wypadkowi. W wyniku rozszczelnienia doszło do eksplozji typu BLEVE, która przyczyniła się do śmierci 217 osób oraz zranienia kolejnych 200.

## Okoliczności zdarzenia
Pojazdem biorącym udział w katastrofie była należąca do przedsiębiorstwa Cisternas Reunidas S.A. ciężarówka, składająca się z ciągnika siodłowego marki Pegaso o numerze rejestracyjnym M-7034-C oraz naczepy-cysterny marki Fruehauf o numerze rejestracyjnym M-7981-R.
11 lipca 1978 o godzinie 10:15 ciężarówka kierowana przez 50-letniego Francisco Imbernón Villena przybyła do La Pobla de Mafumet (9 km na północ od Tarragony), gdzie w państwowej rafinerii ENPETROL została zatankowana 23 tonami ciekłego propylenu (prawie 4 tony ponad dopuszczalne 19,35 ton ładowności). O godzinie 12:05 wyruszyła z ładunkiem w kierunku miasta Puertollano, w którym mieściło się inne przedsiębiorstwo państwowe Paular (obecnie Repsol). Kierowca omijając płatną autostradę A-7 jechał lokalną drogą N-340.

## Wypadek
Katastrofa miała miejsce o godzinie 14:35, gdy ciężarówka po przejechaniu 102 kilometrów znalazła się w pobliżu kempingu Los Alfaques.
W kwestii wydarzeń bezpośrednio poprzedzających wybuch, zeznania świadków są rozbieżne. Część zeznała, że ciężarówka miała przeciek już w momencie, gdy dojeżdżała do miejsca zdarzenia. Inni słyszeli głośny trzask poprzedzający wyciek oraz widzieli jak kierowca zatrzymał pojazd. Według innej wersji, hałas był wynikiem wystrzału opony, który doprowadził do utraty przez kierowcę kontroli nad pojazdem i w konsekwencji do uderzenia w mur oddzielający szosę od terenu kempingu oraz wywrócenia cysterny.
Niezależnie od przyczyny wypadku, z wycieku powstała chmura gazowa, która roznoszona przez wiatr w krótkim czasie objęła część terenu kempingu oraz znajdującej się na północny wschód dyskoteki. Tam prawdopodobnie nastąpił zapłon, w wyniku którego cały obszar natychmiast został zajęty przez pożar. Ogień momentalnie dotarł do uszkodzonej cysterny, powodując wybuch typu BLEVE.
W tym czasie na zapełnionym po brzegi przyczepami i namiotami kempingu znajdowało się około 1000 urlopowiczów. Wśród nich znajdowali się turyści zagraniczni, głównie z tzw. Niemiec Zachodnich, Francji i Belgii. Wybuch utworzył krater o średnicy 20 metrów i głębokości 1,5 metra. Ognisty podmuch o temperaturze ponad 1000 °C zniszczył wszystko – samochody, przyczepy kempingowe i budynki – w promieniu 300 metrów, obejmując swoim zasięgiem ponad 90% obszaru kempingu. Dyskoteka mieszcząca się w północno-wschodniej części kempingu została całkowicie zniszczona. Po głównej eksplozji zaczęły wybuchać samochody oraz butle gazowe znajdujące się w namiotach oraz przyczepach. Pierwsze ekipy ratownicze dotarły na miejsce dopiero po 45 minutach, w międzyczasie rannych transportowali do szpitali przypadkowi kierowcy, okoliczni mieszkańcy oraz turyści, których samochody przetrwały eksplozję.